# Lagunillas (Mexique)
Pour les articles homonymes, voir Lagunillas.
Lagunillas est une localité et une municipalité de l'État de San Luis Potosi au Mexique.

## Toponymie
Le nom Lagunillas serait dû aux lagunes qui existaient à l'époque coloniale autour du lieu.

## Situation
La municipalité de Lagunillas compte 5 453 habitants en 2020.
Située dans l'État de San Luis Potosi, Lagunillas est entourée par la municipalité de Rayón au nord, Santa Catarina à l'est et San Ciro de Acosta à l'ouest et elle est limitrophe, au sud, de l'État de Querétaro.
Son chef-lieu est un village situé vers 930 m d'altitude, près de 400 km au nord de Mexico et 200 km à l'est de San Luis Potosi.